# برشيا غوت تالنت
برشيا غوت تالنت هي عرض منفصل لبرنامج المواهب البريطاني غوت تالنت الذي يستهدف الجماهير الناطقة بالفارسية في جميع أنحاء العالم ، وخاصة في إيران (المعروفة أيضًا باسم "برشيا"). يتم إنتاجه خارج إيران ويتم بثه على إم بي سي الفارسية، جزء من مركز تلفزيون الشرق الأوسط، منذ 31 يناير 2020.
تم تصوير الموسم الأول في السويد، وهي موطن لعدد كبير من السكان الناطقين بالفارسية. كما هو الحال في عروض غوت تالنت الأخرى، يؤدي المنافسون في برشيا غوت تالنت أداء للحكام وأصوات الجمهور ويحصل الفائز على جائزة نقدية. المسابقة مفتوحة لأي شخص يتحدث الفارسية.
يستضيف العرض العارضة التجارية فرزان اطهري والممثلة تارا جرامي. والحكم هم أسطورة البوب الإيرانية إبي، والمغني المعروف ونهائي يوروفيجن آرش، والممثلة الشهيرة مهناز أفشار، والفنان نازنين نور.

## روابط خارجية
- برشيا غوت تالنت على موقع IMDb (الإنجليزية)